# Miegakure
Miegakure est un jeu vidéo de plates-formes et de puzzle développé par Marc Ten Bosch sur Windows, Mac et Linux.

## Système de jeu
Les puzzles de Miegakure sont basés sur une quatrième dimension en plus des trois dimensions usuelles.

## Accueil
En 2010, le jeu a été nommé dans la catégorie Excellence en design lors de l'Independent Games Festival. L'année suivante, il est nommé dans la catégorie Excellence technique.